# Попове (Новгород-Сіверський район)
51°57′27″ пн. ш. 33°5′44″ сх. д. / 51.95750° пн. ш. 33.09556° сх. д.
Попо́ве — колишнє село в Україні, Новгород-Сіверському районі Чернігівської області. Підпорядковувалось Кіровській сільській раді.
Займало площу 0,16 км², розташоване на висоті 175 м над рівнем моря.
Засноване 1700 року. Станом на 2001 рік населення села становило 6 осіб. 10 червня 2011 року Чернігівська обласна рада зняла село з обліку, оскільки в ньому ніхто не проживає.

## Населення

### Мова
Розподіл населення за рідною мовою за даними перепису 2001 року:
| Мова       | Кількість | Відсоток |
| ---------- | --------- | -------- |
| українська | 5         | 83.33%   |
| російська  | 1         | 16.67%   |
| Усього     | 6         | 100%     |